# Dešná (Zlín)
Dešná é uma comuna checa localizada na região de Zlín, distrito de Zlín.